# 1163
| Calendário gregoriano                                                        | 1163 MCLXIII                                          |
| Ab urbe condita                                                              | 1916                                                  |
| Calendário arménio                                                           | 612 – 613                                             |
| Calendário bahá'í                                                            | -681 – -680                                           |
| Calendário budista                                                           | 1707                                                  |
| Calendário chinês                                                            | 3859 – 3860 Início a 6 de fevereiro (aproximadamente) |
| Calendário copta                                                             | 879 – 880                                             |
| Calendário etíope                                                            | 1155 – 1156                                           |
| Calendários hindus - Vikram Samvat - Calendário nacional indiano - Cáli Iuga | 1218 – 1219 1084 – 1085 4263 – 4264                   |
| Calendário Holoceno                                                          | 11163                                                 |
| Calendário islâmico                                                          | 558 – 559                                             |
| Calendário judaico                                                           | 4923 – 4924                                           |
| Calendário persa                                                             | 541 – 542                                             |
| Calendário rúnico                                                            | 1413                                                  |
| Calendário solar tailandês                                                   | 1706                                                  |

1163 (MCLXIII, na numeração romana) foi um ano comum do século XII do Calendário Juliano, da Era de Cristo, e a sua letra dominical foi F (52 semanas), teve início a uma terça-feira e terminou também a uma terça-feira. No reino de Portugal estava em vigor a Era de César que já contava 1201 anos.
| Ano completo                       |
| ---------------------------------- |
| Ano comum com início à terça-feira |

## Eventos
- Ocupação de Salamanca por D. Afonso Henriques.
- Início da construção da Catedral de Notre-Dame de Paris.

## Mortes
- Abde Almumine, califa almóada (n. 1094).
- Sancha Henriques, foi uma infanta de Portugal, n. 1095.